# Obelisco di Costantino Porfirogenito

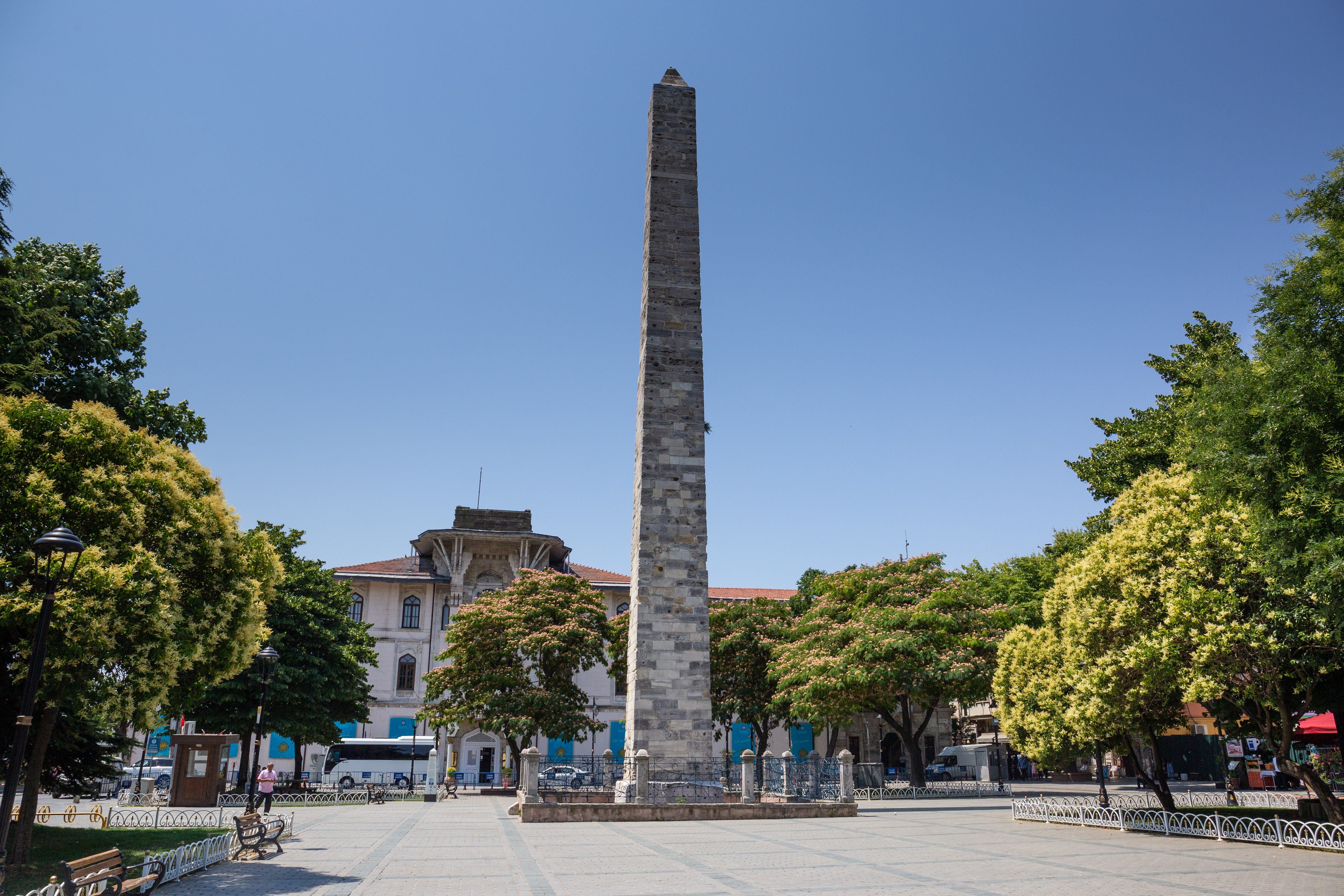
L'Obelisco di Costantino (dopo il restauro), guardando verso sud, con l'Università di Marmara sullo sfondo.

L'Obelisco di Costantino o Obelisco in muratura (in turco Örme Dikilitaş) è un monumento romano in forma di obelisco nell'ex Ippodromo di Costantinopoli, ora Piazza Sultanahmet a Istanbul, Turchia. Si trova a ovest della Moschea di Sultanahmet, all'estremità meridionale dell'antica pista per le corse dei carri della barriera centrale di Costantinopoli, accanto all'Obelisco di Teodosio e alla Colonna Serpentina. La sua data di costruzione originale nella tarda antichità è sconosciuta, ma è talvolta chiamato Obelisco di Costantino (Konstantin Dikilitaşı) dopo l'iscrizione aggiunta dall'imperatore bizantino Costantino VII Porfirogenito, che lo riparò nel X secolo.

## Storia
L'obelisco, alto 32 m, fu molto probabilmente una costruzione di epoca teodosiana, costruita specularmente all'obelisco di Teodosio sulla spina del circo romano di Costantinopoli; anche il Circo Massimo a Roma aveva due obelischi sulle sue spine.

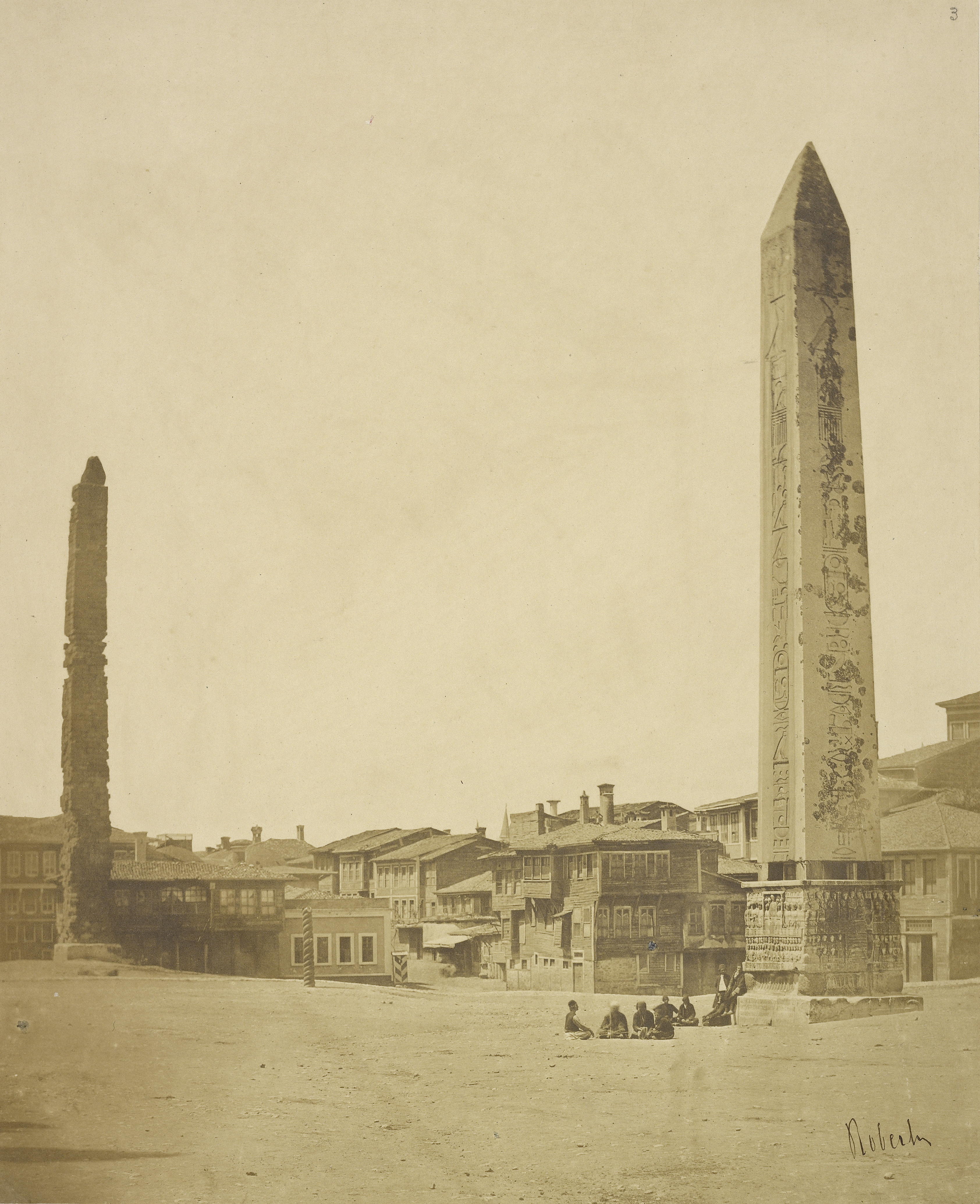
Obelisco murato, (a sinistra) la Colonna Serpentina (al centro) e l'Obelisco di Teodosio (a destra). A Meydanı (Ippodromo di Costantinopoli), nel 1853.

L'imperatore Costantino VII del X secolo fece restaurare il monumento e lo fece rivestire con lastre di bronzo dorato; in questo periodo fu aggiunta un'iscrizione greca in trimetro giambico. L'iscrizione menziona i lavori di restauro effettuati da Costantino VII e lo paragona al colosso di Rodi. Oltre a questo l'iscrizione menziona anche il nome di suo figlio e successore, Romano II.
Fra il X e l'XI secolo, l'obelisco era indicato come la "torre di ottone" nel mondo arabo medievale, anche se i resoconti a volte lo confondevano con l'obelisco di Teodosio. Lo scrittore al-Harawi della fine del XII e dell'inizio del XIII secolo fu la fonte per l'inclusione da parte di diversi geografi arabi di un dettaglio sul monumento: i bizantini mettevano cocci e noci nelle fughe fra i mattoni per vederli crepare quando i forti venti avrebbero fatto ondeggiare il monumento e conseguentemente le pietre.
A quel tempo, era decorato con placche di bronzo dorato che ritraevano le vittorie di Basilio I, il nonno di Costantino VII.
Le placche di bronzo dorato dell'obelisco furono rimosse e fuse dai partecipanti alla quarta crociata nel 1204.
Poiché ai giovani giannizzeri piaceva mostrare le loro prodezze scalando l'obelisco, la muratura subì ulteriori danni alla sua superficie.
L'Obelisco di Costantino è stato raffigurato sul rovescio delle banconote turche da 500 lire del 1953-1976.

## Iscrizione
L'iscrizione in trimetri giambici che commemora il restauro dell'Obelisco da parte di Costantino VII è la seguente:
Τὸ τετρ[άπλευρον] θαῦμα τῶν μεταρσίων
χρόνῳ [φθαρὲν νῦν] Κωνσταντῖνος δεσπότης
οὗ Ῥωμ[αν]ὸς παῖς δόξα τῆς σκηπτουχίας
κρεῖττον νε[ο]υργεῖ [τῆς πά]λαι θεωρίας·
ὁ γὰρ κολοσσὸς θ[άμ]βος ἦν ἐν τῇ Ῥόδῳ
καὶ χαλκὸς οὗτος θάμβος ἐστὶν ἐνθάδε.
La meraviglia a quattro facce dell'innalzato,
sprecato dal tempo, ora Costantino l'imperatore,
il cui figlio è Romano, la gloria della regalità,
restituisce meglio dell'antico spettacolo.
Perché il Colosso una volta era una meraviglia a Rodi,
e questo ora è una meraviglia sfacciata qui.